# Little League World Series 2005
Koordinaten: 41° 13′ 45″ N, 77° 0′ 2″ W
Die Little League World Series 2005 war die 59. Austragung der Little League Baseball World Series, einem internationalen Baseballturnier für Knaben zwischen 11 und 12 Jahren. Gespielt wurde wie jedes Jahr in South Williamsport, Pennsylvania.

## Teilnehmer
Die 16 Teams spielen in vier Gruppen zu je vier Mannschaften Jeder gegen Jeden. Die beiden besten Mannschaften spielen dann in Ausscheidungsspielen um den Titel.
| Gruppe A                                    | Gruppe B                              | Gruppe C                                            | Gruppe D                                     |
| ------------------------------------------- | ------------------------------------- | --------------------------------------------------- | -------------------------------------------- |
| Ewa Beach, Hawaii Region Nordwest           | Vista, Kalifornien Region West        | Mangilao, Guam Pazifik                              | Chiba, Japan Asien                           |
| Maitland, Florida Region Südost             | Lafayette, Louisiana Region Südwest   | Surrey, British Columbia Kanada                     | Willemstad, Niederländische Antillen Karibik |
| Newtown, Pennsylvania Region Mittelatlantik | Westbrook, Maine Region Neuengland    | Mexicali, Baja California Mexiko                    | Valencia, Venezuela Lateinamerika            |
| Davenport, Iowa Region Mittlerer Westen     | Owensboro, Kentucky Region Große Seen | Moskau, Russland Europa, Mittlerer Osten und Afrika | Dhahran, Saudi-Arabien Transatlantik         |

## Ergebnisse
Die acht US-amerikanischen und die acht internationalen Teams wurden in zwei Gruppen aufgeteilt. Jeder spielte gegen jeden in seiner Gruppe. Die ersten beiden zogen in die Meisterschaftsrunde ein und spielten gegen die jeweils andere Gruppe ihrer Region einen Sieger aus. Der Sieger der US-amerikanischen Finales und des internationalen Finales spielten dann in der Weltmeisterschaft gegeneinander um den Titel.

### Vereinigte Staaten

#### Gruppe A
| Platz | Region           | W | L | %     |
| ----- | ---------------- | - | - | ----- |
| 1.    | Nordwest         | 3 | 0 | 1.000 |
| 2.    | Südost           | 2 | 1 | 0.667 |
| 3.    | Mittelatlantik   | 1 | 2 | 0.333 |
| 4.    | Mittlerer Westen | 0 | 3 | 0.000 |

| Datum      | Zeit  | Stadion           | Begegnung        | Begegnung | Begegnung        | Ergebnis |
| ---------- | ----- | ----------------- | ---------------- | --------- | ---------------- | -------- |
| 19. August | 16:00 | Lamade Stadium    | Nordwest         | –         | Mittelatlantik   | 7:1      |
| 19. August | 20:00 | Volunteer Stadium | Südost           | –         | Mittlerer Westen | 7:3      |
| 20. August | 20:00 | Lamade Stadium    | Südost           | –         | Mittelatlantik   | 3:1      |
| 21. August | 15:00 | Volunteer Stadium | Mittlerer Westen | –         | Nordwest         | 3:7      |
| 22. August | 15:00 | Lamade Stadium    | Nordwest         | –         | Südost           | 10:0     |
| 22. August | 20:00 | Lamade Stadium    | Mittlerer Westen | –         | Mittelatlantik   | 0:15 (4) |

#### Gruppe B
| Platz | Region     | W | L | %     |
| ----- | ---------- | - | - | ----- |
| 1.    | West       | 3 | 0 | 1.000 |
| 2.    | Südwest    | 2 | 1 | 0.667 |
| 3.    | Neuengland | 1 | 2 | 0.333 |
| 4.    | Große Seen | 0 | 3 | 0.000 |

| Datum      | Zeit  | Stadion           | Begegnung  | Begegnung | Begegnung  | Ergebnis |
| ---------- | ----- | ----------------- | ---------- | --------- | ---------- | -------- |
| 20. August | 11:00 | Volunteer Stadium | Neuengland | –         | Südwest    | 2:3      |
| 20. August | 15:00 | Volunteer Stadium | West       | –         | Große Seen | 7:3      |
| 21. August | 13:00 | Lamade Stadium    | Große Seen | –         | Südwest    | 8:9      |
| 21. August | 20:00 | Lamade Stadium    | Neuengland | –         | West       | 3:7      |
| 23. August | 15:00 | Lamade Stadium    | Große Seen | –         | Neuengland | 2:3      |
| 23. August | 19:30 | Lamade Stadium    | Südwest    | –         | West       | 3:9      |

### International

#### Gruppe C
| Platz | Region  | W | L | %     |
| ----- | ------- | - | - | ----- |
| 1.    | Pazifik | 3 | 0 | 1.000 |
| 2.    | Kanada  | 2 | 1 | 0.667 |
| 3.    | Mexiko  | 1 | 2 | 0.333 |
| 4.    | EMEA    | 0 | 3 | 0.000 |

| Datum      | Zeit  | Stadion           | Begegnung | Begegnung | Begegnung | Ergebnis |
| ---------- | ----- | ----------------- | --------- | --------- | --------- | -------- |
| 19. August | 18:00 | Volunteer Stadium | Pazifik   | –         | EMEA      | 6:2      |
| 20. August | 18:00 | Volunteer Stadium | Kanada    | –         | Mexiko    | 2:0      |
| 21. August | 17:00 | Lamade Stadium    | Kanada    | –         | Pazifik   | 0:5      |
| 22. August | 11:00 | Lamade Stadium    | EMEA      | –         | Mexiko    | 0:7      |
| 23. August | 11:00 | Lamade Stadium    | Kanada    | –         | EMEA      | 2:1      |
| 23. August | 18:00 | Volunteer Stadium | Pazifik   | –         | Mexiko    | 5:3      |

#### Gruppe D
| Platz | Region        | W | L | %     |
| ----- | ------------- | - | - | ----- |
| 1.    | Asien         | 3 | 0 | 1.000 |
| 2.    | Karibik       | 2 | 1 | 0.667 |
| 3.    | Lateinamerika | 1 | 2 | 0.333 |
| 4.    | Transatlantik | 0 | 3 | 0.000 |

| Datum      | Zeit  | Stadion           | Begegnung     | Begegnung | Begegnung     | Ergebnis |
| ---------- | ----- | ----------------- | ------------- | --------- | ------------- | -------- |
| 20. August | 13:00 | Lamade Stadium    | Asien         | –         | Transatlantik | 3:0      |
| 20. August | 16:00 | Lamade Stadium    | Karibik       | –         | Lateinamerika | 5:4 (8)  |
| 21. August | 19:00 | Volunteer Stadium | Asien         | –         | Karibik       | 9:0      |
| 22. August | 13:00 | Volunteer Stadium | Asien         | –         | Lateinamerika | 7:4      |
| 22. August | 18:00 | Volunteer Stadium | Transatlantik | –         | Karibik       | 0:3      |
| 23. August | 13:00 | Volunteer Stadium | Transatlantik | –         | Lateinamerika | 0:4      |

### Meisterschaftsspiele
|  | Halbfinale                      | Halbfinale                      |                                 |                                 | US und Intern. Finale           | US und Intern. Finale |  |  | Weltmeisterschaft                  | Weltmeisterschaft                  |
|  |                                 |                                 |                                 |                                 |                                 |                       |  |  |                                    |                                    |
|  | 24. August 15:00 Lamade Stadium |                                 |                                 |                                 |                                 |                       |  |  |                                    |                                    |
|  | D1 Asien (5)                    | 11                              |                                 |                                 |                                 |                       |  |  |                                    |                                    |
|  | D1 Asien (5)                    | 11                              | 27. August 19:30 Lamade Stadium |                                 |                                 |                       |  |  |                                    |                                    |
|  | C2 Kanada                       | 0                               |                                 |                                 |                                 |                       |  |  |                                    |                                    |
|  | C2 Kanada                       | 0                               | Asien                           | 0                               |                                 |                       |  |  |                                    |                                    |
|  |                                 |                                 | Asien                           | 0                               |                                 |                       |  |  |                                    |                                    |
|  |                                 | Karibik                         | 2                               |                                 |                                 |                       |  |  |                                    |                                    |
|  | C1 Pazifik                      | Karibik                         | 2                               | 1                               |                                 |                       |  |  |                                    |                                    |
|  | C1 Pazifik                      |                                 |                                 | 1                               |                                 |                       |  |  |                                    |                                    |
|  | D2 Karibik (5)                  | 16                              |                                 | 28. August 18:30 Lamade Stadium | 28. August 18:30 Lamade Stadium |                       |  |  |                                    |                                    |
|  | 25. August 15:00 Lamade Stadium | 25. August 15:00 Lamade Stadium | Karibik                         | 6                               |                                 |                       |  |  |                                    |                                    |
|  | 24. August 19:30 Lamade Stadium | 24. August 19:30 Lamade Stadium |                                 | Nordwest (7)                    | 7                               |                       |  |  |                                    |                                    |
|  | B1 West                         | 6                               |                                 |                                 |                                 |                       |  |  |                                    |                                    |
|  | A2 Südost                       | 2                               |                                 |                                 |                                 |                       |  |  |                                    |                                    |
|  | A2 Südost                       | 2                               | West                            | 1                               |                                 |                       |  |  |                                    |                                    |
|  |                                 |                                 | West                            | 1                               | Trostspiel                      |                       |  |  |                                    |                                    |
|  |                                 | Nordwest                        | 6                               |                                 |                                 |                       |  |  |                                    |                                    |
|  | A1 Nordwest                     | Nordwest                        | 6                               | 2                               | Asien                           | 4                     |  |  |                                    |                                    |
|  | A1 Nordwest                     | 27. August 15:30 Lamade Stadium |                                 | 2                               | Asien                           | 4                     |  |  |                                    |                                    |
|  | B2 Südwest                      | 1                               |                                 | West                            | 5                               |                       |  |  |                                    |                                    |
|  | B2 Südwest                      | 1                               |                                 |                                 | 5                               |                       |  |  |                                    |                                    |
|  | 25. August 19:30 Lamade Stadium | 25. August 19:30 Lamade Stadium |                                 |                                 |                                 |                       |  |  | 28. August 12:00 Volunteer Stadium | 28. August 12:00 Volunteer Stadium |

## Weblink
- Offizielle Webseite der Little League World Series 2005